# Cala Mosques
Cala Mosques (també coneguda modernament amb el nom de Cala Blava) és una cala de la badia de Palma situada dins el terme de Llucmajor, que és la desembocadura natural del torrent del mateix nom. Té un entrant d'aigua d'uns 75 m entre penya-segats d'uns 10 m d'alçada. Al fons de la cala hi ha una platja d'arena fina, d'uns 35 m d'amplada i al voltant dels 45 m de llargària. Està situada dins terrenys que pertanyien a la possessió de Son Verí de Baix i actualment està envoltada dels habitatges de la urbanització de Cala Blava, nom amb el qual és més àmpliament coneguda i que fou elegit pels promotors de la urbanització el 1958 amb l'objectiu d'oferir un producte més atractiu, atès el rebuig que podia generar el nom original.
El topònim de cala Mosques és molt antic, atès que és documentat per primera vegada el 1343 amb la forma cala de Mosques. Més endavant també apareix al mapa de Mallorca del Cardenal Despuig (1785) amb la forma cala de Moscar (sic per Moscas, possiblement) i al Die Balearen de l'Arxiduc (1884) amb la forma caló de ses Mosques.